# Esquí acrobàtic als Jocs Olímpics d'hivern de 1992
Als Jocs Olímpics d'Hivern de 1992 celebrats a la ciutat d'Albertville (França) es disputaren dues proves d'esquí acrobàtic, una en categoria masculina i una altra en categoria femenina en la modalitat de bamps dins del programa oficial dels Jocs. Aquesta fou la primera vegada que aquest esport fou considerat esport olímpic i no de demostració.
Addicionalment a aquestes dues proves es realitzaren quatre proves més, dues en categoria masculina i dues en categoria femenina de salts acrobàtics i ballet, com a esport de demostració.
La competició se celebrà a les instal·lacions de Tignes entre els dies 12 i 13 de febrer. Hi participaren un total de 71 esquiadors, entre ells 47 homes i 24 dones, de 18 comitès nacionals diferents.

## Resum de medalles

### Categoria masculina
| Prova         | Or              | Argent           | Bronze            |
| Bamps Detalls | Edgar Grospiron | Olivier Allamand | Nelson Carmichael |

### Categoria femenina
| Prova         | Or               | Argent                  | Bronze               |
| Bamps Detalls | Donna Weinbrecht | Yelizaveta Kozhevnikova | Stine Lise Hattestad |

## Proves de demostració

### Categoria masculina
| Prova            | Or               | Argent           | Bronze      |
| Salts acrobàtics | Philippe LaRoche | Nicolas Fontaine | Didier Méda |
| Ballet           | Fabrice Becker   | Rune Kristiansen | Lane Spina  |

### Categoria femenina
| Prova            | Or             | Argent         | Bronze         |
| Salts acrobàtics | Colette Brand  | Marie Lindgren | Elfie Simchen  |
| Ballet           | Conny Kissling | Cathy Féchoz   | Sharon Petzold |

## Medaller
| Posició | País           | Or | Argent | Bronze | Total |
| 1       | França         | 1  | 1      | 0      | 2     |
| 2       | Estats Units   | 1  | 0      | 1      | 2     |
| 3       | Equip Unificat | 0  | 1      | 0      | 1     |
| 4       | Noruega        | 0  | 0      | 1      | 1     |
|         |                |    |        |        |       |
| Total   | Total          | 2  | 2      | 2      | 6     |